# Licia Stefan
Licia Stefan (Treviso, 22 settembre 1976) è una rugbista a 15 italiana, terza linea centro delle Red Panthers.

## Biografia
Nel rugby fin dall'età di 12 anni, ha sempre militato nelle Red Panthers, sezione femminile del Benetton nella quale si è formata sportivamente.
Con tale formazione si è aggiudicata 16 scudetti, divenendo così una delle sportive più titolate d'Italia, dapprima nel ruolo di seconda linea e, successivamente, in quello di terza linea centro.
Debuttò in nazionale italiana nel corso del campionato europeo 1995 e iniziò in tale rassegna una carriera internazionale lunga 15 anni: prese parte alle Coppe del Mondo del 1998 e del 2002 e successivamente fu capitano della squadra che si laureò campione d'Europa nel 2005 ad Amburgo.
Fu in azzurro fino a tutto il Sei Nazioni 2010 con 58 presenze.
Da capitano ha vinto anche i due scudetti più recenti delle Red Panthers, nel 2009 e 2011.
Ha studiato archeologia all'Università Ca' Foscari Venezia.

## Palmarès
- Campionati europei: 3
Italia: 2002, 2006, 2005
- Campionati italiani: 16
Red Panthers: 1991-92, 1992-93, 1993-94, 1994-95, 1995-96, 1996-97, 1997-98, 1998-99, 1999-2000, 2000-01, 2001-02, 2002-03, 2005-06, 2007-08, 2008-09, 2010-11